# Tata Mustangs 2013
Questa voce raccoglie le informazioni riguardanti i Tata Mustangs nelle competizioni ufficiali della stagione 2013.

## Maschile

### Divízió I 2013

#### Stagione regolare
| 6 aprile 2013 2ª giornata | Budapest Titans | 23 – 25 | Tata Mustangs |  |

| 13 aprile 2013 3ª giornata | Miskolc Steelers | 14 – 21 | Tata Mustangs |  |

| 11 maggio 2013 6ª giornata | Dunaújváros Gorillaz | 42 – 6 | Tata Mustangs |  |

| 26 maggio 2013 8ª giornata | Tata Mustangs | 26 – 13 | Eger Heroes |  |

| 2 giugno 2013 9ª giornata | Tata Mustangs | 69 – 0 | Jászberény Wolverines |  |

| 15 giugno 2013 11ª giornata | Tata Mustangs | 62 – 6 | Szolnok Soldiers |  |

#### Playoff
| 22 giugno 2013 Wild Card | Tata Mustangs | 35 – 17 | Eger Heroes |  |

| 29 giugno 2013 Semifinale | Budapest Cowboys | 41 – 14 | Tata Mustangs |  |

### Statistiche di squadra
| Competizione      | %Vittorie | In casa | In casa | In casa | In casa | In casa | In casa | In trasferta | In trasferta | In trasferta | In trasferta | In trasferta | In trasferta | Totale | Totale | Totale | Totale | Totale | Totale |
| Competizione      | %Vittorie | G       | V       | N       | P       | Pf      | Ps      | G            | V            | N            | P            | Pf           | Ps           | G      | V      | N      | P      | Pf     | Ps     |
| ----------------- | --------- | ------- | ------- | ------- | ------- | ------- | ------- | ------------ | ------------ | ------------ | ------------ | ------------ | ------------ | ------ | ------ | ------ | ------ | ------ | ------ |
| Stagione regolare | .833      | 3       | 3       | 0       | 0       | 157     | 19      | 3            | 2            | 0            | 1            | 52           | 79           | 6      | 5      | 0      | 1      | 209    | 98     |
| Playoff           | .500      | 1       | 1       | 0       | 0       | 35      | 17      | 1            | 0            | 0            | 1            | 14           | 41           | 2      | 1      | 0      | 1      | 49     | 58     |
| Totale            | .750      | 4       | 4       | 0       | 0       | 192     | 36      | 4            | 2            | 0            | 2            | 66           | 120          | 8      | 6      | 0      | 2      | 258    | 156    |